# Paul Lukas
Paul Lukas (właśc. Pál Lukács; ur. 26 maja 1891 w Budapeszcie, zm. 16 sierpnia 1971 w Tangerze) – węgierski aktor filmowy, laureat Oscara za pierwszoplanową rolę w dramacie Straż nad Renem (1943).

## Życiorys
Urodził się na Węgrzech, tam też rozpoczął swoją karierę. Po zagraniu w filmach niemieckich, austriackich i współpracy z Maksem Reinhardtem w 1927 roku wyjechał do Hollywood. W 1933 roku w ramach naturalizacji został obywatelem Stanów Zjednoczonych. Zagrał tamże w takich filmach jak Starsza pani znika Alfreda Hitchcocka, Zakochane kobiety z Lorettą Young i Janet Gaynor czy Dodsworth Williama Wylera. W 1943 wystąpił w filmie Straż nad Renem – za tę rolę został uhonorowany Oscarem dla najlepszego aktora pierwszoplanowego oraz Złotym Globem.
W późniejszych latach grywał głównie w serialach telewizyjnych, wystąpił również w disneyowskiej adaptacji powieści Juliusza Verne’a 20 000 mil podmorskiej żeglugi z Jamesem Masonem i Kirkiem Douglasem.
Zmarł w wieku 80 lat w Tangerze w Maroku z powodu niewydolności serca.
Lukas posiada swoją gwiazdę w Hollywoodzkiej Alei Sław przy 6841 Hollywood Blvd.

## Nagrody
- Nagroda Akademii Filmowej Najlepszy aktor pierwszoplanowy: 1944 Straż nad Renem
- Złoty Glob Najlepszy aktor: 1944 Straż nad Renem